# Comité social
En France, un comité social est une instance de représentation des agents publics auprès des administrations qui les emploient. Chaque comité social rassemble le chef de service de l'administration d'emploi ainsi qu'un spécialiste de la fonction RH d'une part, et d'autre part des représentants des agents, ces derniers étant élus par les agents ou désignés par les organisations syndicales en fonction des résultats d'un scrutin. Appelés comité social d'administration pour l'État, comité social territorial pour les collectivités territoriales et comité social d'établissement dans la fonction publique hospitalière, ces comités sociaux prennent la suite des comités techniques et des comités d'hygiène, de sécurité et des conditions de travail. Toutefois, une formation spécialisée sur la santé et la sécurité au travail peut être instituée au sein de certains comités sociaux. Les comités sociaux sont régis par le titre V du livre II du code général de la fonction publique. 

## Histoire et textes
La création de ces comités repose sur les principes qui avaient présidé à celle des comités sociaux et économiques pour les salariés de droit privé : il s'agit d'avoir, vis-à-vis de l'employeur, un interlocuteur unique quels que soient les thèmes de dialogue abordés. 
Les nouvelles instances doivent donc regrouper les comités techniques (État et fonction publique territoriale) ou les comités techniques d'établissement (fonction publique hospitalière) d'une part, et les comités d'hygiène, de sécurité et des conditions de travail d'autre part. 
Cette évolution est opérée en vertu de la loi no  2019-828 du 6 août 2019 dite « de transformation de la fonction publique », malgré l'opposition des syndicats de salariés.
Jusqu'à la codification du droit de la fonction publique, les dispositions réglementaires relatives aux comités sociaux sont fixées : 
- pour la fonction publique d'État, par le décret no 2020-1247 du 20 novembre 2020[3] ;
- pour la fonction publique territoriale, par le décret no 2021-571 du 10 mai 2021[4] ;
- pour la fonction publique hospitalière, par le décret no 2021-1570 du 3 décembre 2021[5].

Les nouvelles dispositions entrent en vigueur lors du renouvellement général des instances dans les trois volets de la fonction publique, avec les élections professionnelles qui se tiennent du 1er au 8 décembre 2022,.

## Institution des comités sociaux

### Fonction publique d'État
Dans la fonction publique de l'État, des comités sociaux peuvent être instaurés à différents niveaux,.
Il existe en principe un comité social d'administration dans chaque ministère, appelé comité social d'administration ministériel (CSAM), sauf dans les cas où plusieurs ministères ont en commun un comité social d'administration interministériel.
Un comité social d'administration de réseau peut être créé quand il s'agit d'examiner des questions intéressant à la fois des services d'administration centrale et les services déconcentrés relevant d'une même direction générale ou direction. Par exemple, un comité social d'administration de réseau a été institué, dont la compétence s'étend à la fois à l'administration centrale de la Direction générale des douanes et droits indirects et aux services déconcentrés des douanes.
Il existe ensuite des comités sociaux d'administration de proximité. Parmi eux, un comité social d'administration centrale (CSAC) existe pour chaque service d'administration centrale, sauf là encore si plusieurs services d'administration centrale, relevant éventuellement de ministères différents, ont un comité social d'administration centrale en commun.
Il existe d'autres comités sociaux d'administration de  proximité, notamment : 
- auprès des services déconcentrés ;
- auprès des établissements publics de l'État ne présentant pas un caractère industriel ou commercial ;
- auprès de chaque autorité administrative ou publique indépendante.

Des comités sociaux d'administration spéciaux peuvent également être créés dans certaines situations, par exemple dans un service à compétence nationale. 

### Fonction publique territoriale
Un comité social territorial est institué auprès de chaque collectivité territoriale dont les effectifs sont supérieurs à 50 agents, ce qui comprend les régions, les départements et les grandes communes. Pour les agents relevant de collectivités qui n'atteignent pas cet effectif, le comité social territorial est établi auprès du centre de gestion de la fonction publique territoriale.
Outre le comité social territorial de la collectivité, des comités sociaux peuvent aussi être créés pour un service ou un groupe de services dont l'importance le justifie. 
Il est possible d'instituer un seul comité pour une commune et un de ses établissements publics ou plusieurs, ou un comité commun pour un établissement public de coopération intercommunale et une ou plusieurs communes membres.

### Fonction publique hospitalière
Il existe un comité social d'établissement pour chaque établissement public de santé et pour chaque établissement public social ou médico-social. C'est aussi le cas pour chaque groupement de coopération sanitaire de droit public, dont le responsable peut aussi décider de confier ces questions au comité social d'établissement d'un des établissements membres si les effectifs du groupement lui-même sont insuffisants. 

## Composition
Les comités sociaux réunissent l'administration employant les agents concernés et des représentants de ces derniers. 

### Représentation de l'administration employeur
Chaque comité social est présidé par l'autorité responsable de l'administration : 
- dans la fonction publique d'État, par le chef de service (ministre pour le comité ministériel, directeur d'administration centrale pour le comité central ou le comité de réseau, préfet ou directeur de service déconcentré pour un comité de proximité, président ou directeur de l'établissement public, etc.)[CGFP 4] ;
- dans la fonction publique territoriale, par l'élu, représentant légal de la collectivité (maire, président de conseil départemental ou régional), de l'établissement public local ou du centre de gestion[CGFP 5] ;
- dans la fonction publique hospitalière, par le directeur général ou directeur de l'établissement, ou par l'administrateur du groupement[CGFP 6].

Ces présidents peuvent toutefois se faire représenter.
Le président est assisté d'un cadre dirigeant exerçant des responsabilités en matière de gestion des ressources humaines (directeur des ressources humaines, chef du service du personnel, ou à défaut directeur administratif ou secrétaire général). En outre, il peut se faire assister d'autres représentants de l'administration, agents de catégorie A ou assimilés.

### Représentants du personnel
Dans la fonction publique d'État, le nombre de représentants du personnel est fixé par le texte instituant le comité social d'administration. Il est de quinze pour les comités ministériels, de onze pour les comités de proximité d'administration centrale ou les comités sociaux d'administration de réseau, et de dix maximum pour les autres. 
Dans la fonction publique territoriale et hospitalière, le nombre des membres dépend de l'effectif des agents et peut varier de 3 à 15. 
Dans la fonction publique d'État, le principe est l'élection des représentants, mais deux autres modalités de désignation des représentants des agents sont prévues. La méthode la plus commune est l'élection directe au scrutin de liste. L'élection sur sigle est mise en œuvre lorsque les effectifs concernés sont faibles. Ce système est obligatoire pour moins de 50 agents dans le corps électoral, facultatif si l'effectif se situe entre 50 et 100. Dans ce cas, les électeurs votent pour un « sigle » d'organisation syndicale et, en fonction des résultats obtenus par les différents syndicats, ceux-ci désignent les représentants individuels. Le troisième mode de désignation consigne à ne pas organiser de scrutin pour un comité social d'administration donné, mais de déduire sa composition à partir des élections à un autre comité social dont le ressort est soit plus large, soit plus étroit.
Dans la fonction publique territoriale, les représentants du personnel au comité social territorial sont élus au scrutin de liste. Ils peuvent l'être par référence aux résultats à un autre scrutin quand il s'agit d'un service au sein d'une collectivité. 
Dans la fonction publique hospitalière, les représentants sont élus au scrutin de liste, mais le scrutin sur sigle peut être pratiqué pour les groupements de coopération sanitaire employant moins de 50 agents. 
Dans les établissements de santé, un membre du comité social assiste aux réunions de la commission médicale d'établissement, et réciproquement.
Dans toute la fonction publique, la durée du mandat des comités sociaux est de quatre ans.

## Attributions

### En général
Les attributions des comités sociaux sont strictement consultatives. Ils doivent être destinataires de certaines informations mais ne prennent pas de décisions. Bien que les représentants du personnel soient appelés à voter sur des textes présentés par l'administration, ces votes ne lient pas cette dernière. Toutefois, en cas d'avis défavorable unanime ou de refus de siéger, l'administration est tenue de réexaminer le dossier, mais n'est juridiquement pas tenue de renoncer à son texte. Elle peut éventuellement représenter le même texte à la réunion suivante et passer outre un nouveau vote défavorable, même unanime.
Le détail des attributions des comités sociaux varie d'un volet à l'autre de la fonction publique, mais sont globalement les mêmes. 
Les comités sociaux sont consultés sur l'orientation stratégique, l'accessibilité et la qualité des services rendus. Ils le sont aussi sur l'organisation générale des services, en particulier sur l'organisation interne, la répartition des services, et sur les méthodes et techniques utilisées au travail. Ils doivent être consultés sur les principales évolutions du métier, et en particulier de l'usage de nouvelles technologies.
. 
Cependant, au sein du ministère des Armées et de la Gendarmerie nationale, les comités sociaux d'administration ne sont pas consultés sur l'organisation des organismes militaires à vocation opérationnelle.
Sur le plan des ressources humaines, les comités sociaux sont appelés à se prononcer sur les questions touchant aux effectifs, sur la politique des personnels contractuels, sur les lignes directrices de gestion individuelle et collective des carrières, sur le travail à temps partiel et sur la répartition des primes. 
Ils sont consultés sur les questions d'égalité professionnelle entre les femmes et les hommes et en particulier sur les conditions de progression professionnelle des femmes. Les comités sociaux sont également consultés en matière de formation professionnelle continue.
Chaque année, le rapport social unique est présenté au comité social. 
Les comités sociaux d'administration ministériels ou interministériels de la fonction publique d'État sont aussi consultés sur les textes relatifs au statuts particuliers des différents corps.

### Santé et sécurité au travail
Les comités sociaux sont également compétents en matière de santé et sécurité au travail. Cependant, la législation prévoit dans certains cas la constitution, au sein du comité social, d'une formation spécialisée en matière de santé, de sécurité et de conditions de travail (FSSSCT ou F3SCT). Cette formation spécialisée comprend les mêmes membres que le comité social, cependant les organisations syndicales peuvent y désigner comme titulaires des agents qui sont suppléants au comité social. L'assistant de prévention est associé aux travaux de cette formation spécialisée.
Quand il n'existe pas de formation spécialisée, les dispositions relatives à cette formation s'appliquent directement au comité social qui en exercent la totalité des attributions.
Dans les établissements publics d'enseignement supérieur, le comité social, sa formation spécialisée, ou les formations spécialisées s'il en existe plusieurs, sont aussi chargés de gérer les risques auxquels les étudiants peuvent être soumis. L'instance s'adjoint alors deux représentants des étudiants, trois pour plus de 25 000 étudiants, désignés par le conseil d'administration, et qui ont voix consultative.